# Raïon de Gourievsk
Le raïon de Gourievsk (en russe : Гурьевский райо́н, Gourievsk raïon) est une subdivision administrative (raïon) et une municipalité (okroug municipal) de l'oblast de Kaliningrad en Russie européenne. Son centre administratif est la ville de Gourievsk, et il comprend au total 148 localités. Sa population s'élevait à 107 412 habitants en 2023.
Du point de vue municipal, son nom est l'okroug municipal de Gourievsk.

## Situation
Le raïon de Gourievsk se situe dans l'oblast de Kaliningrad, un sujet et une exclave russe au bord de la mer Baltique, entourée au nord et à l'est par la Lituanie et au sud par la Pologne. 
Le raïon, comme tout l'oblast de Kaliningrad, est située dans le fuseau horaire MSK-1 (heure de Kaliningrad). Le décalage horaire appliqué par rapport au temps universel coordonné est +02:00.

## Histoire
Le territoire faisait partie avant la Seconde Guerre mondiale de la province de Prusse-Orientale. Mais après la guerre, le territoire prussien a été annexé par l'Union sovietique. Le 7 avril 1946, l'oblast de Könisgberg est formé dans le cadre de la RSFS De Russie avec 14 raïons dont lui. Néanmoins, après que le nom de l'oblast ait été changé début juillet en oblast de Kaliningrad, le 7 septembre 1946, les autorités soviétiques changent les noms des localités, et les raïons reçoivent de nouveau nom d'après le nom russifié de leur chef-lieu.

## Politique et administration
Le raïon est un des 13 raïons de l'oblast de Kaliningrad, et il possède le statut d'okroug municipal, c'est-à-dire qu'il ne possède pas de municipalités dans ses limites,.

## Démographie
Recensements (*) et estimations de la population,>:
| 2010*  | 2021*   | 2023    | - |
| ------ | ------- | ------- | - |
| 52 988 | 103 416 | 107 412 | - |